# Équipe de Namibie de rugby à XV à la Coupe du monde 2007
L'équipe de Namibie, cinquième de la poule D ne s'est donc pas qualifiée pour la phase finale de la Coupe du monde de rugby à XV 2007.
La Namibie ne compte qu'un millier de pratiquants du rugby à XV, sport qui ne passionne pas la grande majorité noire. Les résultats de la Namibie prouvent que la Namibie a été prise au sérieux par ses adversaires, qu'ils l'ont respectée du début à la fin de chaque partie. 
La différence de niveau est énorme : elle est la conséquence de différences de culture, de préparation, de moyens, de niveau de compétition domestique, de différence d'élite de rugby,... et cette différence pose la question de l'intérêt d'un (trop) grand nombre de pays présents à une phase finale de Coupe du monde.

## Classement de la poule D
La Namibie termine cinquième de son groupe.
| Place | Nation    | Matches | Matches | Matches | Matches | Points | Points | Points | Points de bonus | Points de classement |
| Place | Nation    | J       | V       | N       | D       | +      | –      | Δ      | Points de bonus | Points de classement |
| ----- | --------- | ------- | ------- | ------- | ------- | ------ | ------ | ------ | --------------- | -------------------- |
| 1     | Argentine | 3       | 3       | 0       | 0       | 113    | 18     | +95    | 2               | 14                   |
| 2     | France    | 3       | 2       | 0       | 1       | 124    | 30     | +94    | 2               | 10                   |
| 3     | Irlande   | 3       | 2       | 0       | 1       | 49     | 52     | -3     | 1               | 9                    |
| 4     | Géorgie   | 3       | 1       | 0       | 2       | 43     | 47     | -4     | 1               | 5                    |
| 5     | Namibie   | 4       | 0       | 0       | 4       | 30     | 212    | -182   | 0               | 0                    |

Légende
• J : matches joués • V : victoires • N : matches nuls • D : défaites
• + : points marqués • – : points encaissés • Δ : différence de points

## Résultats des matches
| dim. 9 sept. 20:00  | Irlande   | 32 – 17 | Namibie | Stade Chaban-Delmas, Bordeaux |
| dim. 16 sept. 21:00 | France    | 87 – 10 | Namibie | Stadium, Toulouse             |
| sam. 22 sept. 21:00 | Argentine | 63 – 3  | Namibie | Stade Vélodrome, Marseille    |
| mer. 26 sept. 18:00 | Géorgie   | 30 – 0  | Namibie | Stade Félix-Bollaert, Lens    |

- 30 points inscrits, 3 essais, 3 transformations, 2 pénalités, 1 drop.

## L'équipe de Namibie
Les joueurs suivants ont joué pendant cette Coupe du monde 2007.

### Première ligne
- Jane du Toit : 3 matches (2 comme titulaire)
- Hugo Horn : 4 matches (3 comme titulaire)
- Kees Lensing : 4 matches (titulaire)
- Johnny Redelinghuys : 4 matches (1 comme titulaire)
- Marius Visser : 2 matches (titulaire)

### Deuxième ligne
- Nico Esterhuize : 4 matches (3 comme titulaire)
- Wacca Kazombiaze : 4 matches (titulaire)
- Heino Senekal : 3 matches (2 comme titulaire)

### Troisième ligne
- Jacques Burger : 4 matches (titulaire)
- Tinus du Plessis : 4 matches (2 comme titulaire)
- Michael MacKenzie : 2 matches (titulaire)
- Jacques Nieuwenhuis : 3 matches (titulaire)

### Demi de mêlée
- Eugene Jantjies : 4 matches (2 comme titulaire)
- Jurie van Tonder : 4 matches (2 comme titulaire)

### Demi d’ouverture
- Morne Schreuder : 2 matches (titulaire)
- Emile Wessels : 2 matches (titulaire)

### Trois-quarts centre
- Lu-Wayne Botes : 1 match (remplaçant)
- Du Preez Grobler : 1 match (titulaire)
- Corne Powell : 2 matches (titulaire)
- Piet van Zyl : 4 matches (3 comme titulaire)
- Bradley Langenhoven : 4 matches (3 comme titulaire, ailier (1) et centre (2))

### Trois-quarts aile
- Melrick Africa : 4 matches (titulaire)
- Deon Mouton : 1 match (titulaire)
- Ryan Witbooi : 3 matches (titulaire)

### Arrière
- Heini Bock : 4 matches (titulaire, ailier(2), arrière(2))
- Tertius Losper : 2 matches (titulaire)

## Marqueurs
Les trente points de la Namibie ont été marqués par six joueurs différents :
- Emile Wessels, 10 points (2 transformations, 1 pénalité et 1 drop) ;
- Bradley Langenhoven, Jacques Nieuwenhuis et Piet van Zyl, 5 points (1 essai chacun) ;
- Morne Schreuder, 3 points (1 pénalité) ;
- Tertius Losper, 2 points (1 transformation).